# Grant Buckerfield
Grant Buckerfield est un compositeur de musiques de séries télévisées.

## Filmographie
- 2000 : The Big Breakfast
- 2002 : I'm a Celebrity, Get Me Out of Here! (série télévisée)
- 2002 : Fear Factor (en) (série télévisée)
- 2002 : Fight School (série télévisée)
- 2002 : I'm a Celebrity, Get Me Out of Here!: The Reunion (TV)
- 2003 : I'm a Celebrity, Get Me Out of Here! (série télévisée)
- 2003 : Beverly Hills Vet (série télévisée)
- 2003 : Brainiac: Science Abuse (série télévisée)
- 2004 : With a Little Help from My Friends (série télévisée)
- 2004 : Ich bin ein Star, holt mich hier raus! (série télévisée)
- 2005 : The Coach Trip (série télévisée)
- 2005 : Brainiac: History Abuse (série télévisée)